# Басайл (подокруг)
Басайл (бенг. বাসাইল, англ. Basail) — подокруг в центральной части Бангладеш. Входит в состав округа Тангайл. Образован в 1913 году. Административный центр — город Басайл. Площадь подокруга — 157,78 км². По данным переписи 1991 года численность населения подокруга составляла 148 555 человек. Плотность населения равнялась 942 чел. на 1 км². Уровень грамотности населения составлял 32,8 %. Религиозный состав: мусульмане — 88,86 %, индуисты — 11,06 %, прочие — 0,08 %.